# Homologi (kemi)
Inom kemin är homologi en relation mellan ämnen som innebär att de är strukturellt mycket närbesläktade. Organiska föreningar som endast skiljer sig ifråga om antalet CH2-grupper (metylengrupper) sägs utgöra en homolog serie.
Ett exempel är fettsyrorna HCOOH (myrsyra), CH3COOH (ättiksyra), CH3CH2COOH (propionsyra) etc. Den homologa serien kan i detta fall tecknas, H(CH2)nCOOH där n är ett helt tal.
Uppställandet av homologa serier underlättar studiet av den organiska kemin, eftersom den som känner egenskaperna hos en av seriens medlemmar kan i huvudsak sluta sig till de övriga. 